# 龙栖蚁微蛛
龙栖蚁微蛛（学名：Solenysa longqiensis）为皿蛛科蚁微蛛属的动物。在中国大陆，分布于福建等地，多栖息于地表面。该物种的模式产地在福建。